# Phare de Gustavsvärn
Le phare de Gustavsvärn (en finnois : Gustavsvärn majakka) est un phare situé sur l'île de Gustavsvärn, appartenant à la municipalité de Hanko, en région d'Uusimaa(Finlande).

## Histoire
L'île se situe à 3 km au sud-ouest de Hanko et abrite les ruines d'un château de l'époque suédoise. Le phare a été construit en 1865 ainsi que les résidences des gardiens.

## Description
Le phare  est une tour cylindrique en maçonnerie de 16 mètres de haut, avec galerie et lanterne. La tour est peinte en blanc et la lanterne est rouge avec un dôme vert. Il émet, à une hauteur focale de 18 mètres, deux éclats blanc, rouge et vert selon différents secteurs toutes les 10 secondes. Sa portée nominale est de 13,5 milles nautiques (environ 25 km).
Identifiant : ARLHS : FIN-007 - Amirauté : C4918.4 - NGA : 15172.

## Caractéristique dufeu maritime
Fréquence : 10 secondes (WRG-WRG)
- Lumière : 1 seconde
- Obscurité : 2 secondes
- Lumière : 1 seconde
- Obscurité : 6 secondes

### Lien connexe
- Liste des phares de Finlande